# 1. Unterseebootsflottille
La 1. Unterseebootsflottille o Unterseebootsflottille "Weddigen" (prima flottiglia sommergibili) della Kriegsmarine, era un'unità combattente formata interamente da U-Boot.
Fondata il 27 settembre 1935 sotto il comando del Fregattenkapitän Karl Dönitz poi divenuto BdU cioè il comandante di tutte le forze sommergibilistiche della Germania.
Dal giorno in cui fu fondata fino al giugno del 1941 la flotta ebbe base a Kiel per poi venire trasferita nella base sommergibili di Brest in Francia, dove rimase fino al settembre del 1944 quando venne sciolta.

## Comandanti della Flottiglia
Settembre 1935 - dicembre 1935 Fregattenkapitän Karl Dönitz.
Gennaio 1936 - settembre 1937 Kapitän zur See Loycke.
Ottobre 1937 - settembre 1939 Kapitänleutnant Hans-Güther Looff.
Settembre 1939 - ottobre 1940 Korvettenkapitän Hans Eckermann.
Novembre 1940 - febbraio 1942 Korvettenkapitän Hans Cohausz.
Febbraio 1942 - luglio 1942 Kapitänleutnant Heinz Buchholz.
Luglio 1942 - settembre 1944 Korvettenkapitän Werner Winter.

## Tipi di U-Boot
Prima del 1941 U-Boot type II-B, II-C e II-D
dopo il 1941 U-Boot type VIIB, VIIC, VIIC-41, VIID e XB.

## U-Boot assegnati

### Type IIB
| U-7  | U-8  | U-9  | U-10 | U-11 | U-12 | U-13 |
| U-14 | U-15 | U-16 | U-17 | U-18 | U-19 | U-20 |
| U-21 | U-22 | U-23 | U-24 |      |      |      |

### Type VIIB
| U-83 | U-84 | U-86 |  |

### Type IIC
| U-56 | U-57 | U-58 | U-59 | U-60 | U-61 |
| U-62 | U-63 |      |      |      |      |

### Type VIIC
| U-79  | U-80  | U-81  | U-201 | U-202 | U-203 |
| U-204 | U-208 | U-209 | U-225 | U-238 | U-243 |
| U-247 | U-263 | U-268 | U-271 | U-276 | U-301 |
| U-304 | U-305 | U-306 | U-331 | U-336 | U-353 |
| U-354 | U-371 | U-372 | U-374 | U-379 | U-392 |
| U-394 | U-396 | U-401 | U-405 | U-413 | U-415 |
| U-418 | U-422 | U-424 | U-426 | U-435 | U-439 |
| U-440 | U-441 | U-456 | U-471 | U-556 | U-557 |
| U-558 | U-559 | U-561 | U-562 | U-563 | U-564 |
| U-565 | U-566 | U-574 | U-582 | U-584 | U-597 |
| U-599 | U-603 | U-625 | U-628 | U-629 | U-632 |
| U-637 | U-643 | U-651 | U-653 | U-654 | U-656 |
| U-665 | U-669 | U-722 | U-731 | U-732 | U-736 |
| U-740 | U-741 | U-743 | U-754 | U-767 | U-773 |
| U-821 | U-925 | U-956 | U-963 | U-987 |       |

### Type VIIC/41
| U-292 | U-1007 | U-1199 |

### Type IID
| U-137 | U-138 | U-139 | U-140 | U-141 |
| U-142 | U-143 | U-144 | U-145 | U-146 |
| U-147 | U-149 | U-150 |       |       |

### Type VIID
| U-213 |

### Type XB
| U-116 | U-117 |

### U-Boot stranieri
| UA | UD-4 |

Totale: 140 U-Boot assegnati alla prima flottiglia.